# Protoradjia jacobsoni
Protoradjia jacobsoni là một loài chân đều trong họ Scleropactidae. Loài này được Arcangeli miêu tả khoa học năm 1955.